# Форт-Шерідан (Іллінойс)
Форт-Шерідан (англ. Fort Sheridan) — житловий район у містах Лейк-Форест, Гайвуд і Гайленд-Парк в окрузі Лейк, штат Іллінойс, США. Спочатку він був заснований як військова база Форт-Шерідан (зараз — Заповідний центр ім. Філіпа Шерідана), названа на честь кавалерійського генерала громадянської війни Філіпа Шерідана, щоб відзначити його заслуги перед Чикаго.

## Рання історія
Приблизно в 1670 році на шляху між містом Грин-Бей, штат Вісконсін, і районом, прилеглим до Чикаго, був заснований французький торговий пост. Шляхом та торговим постом користувалися як корінні американці, так і поселенці. Поселенцями були переважно ірландські, німецькі та скандинавські іммігранти. Ця територія ніколи не вважалася придатною для ведення сільського господарства через велику кількість ярів і велику лісистість.
У 1840-х роках була заснована невелика громада Сент-Джонс. Вона розташовувалась на обриві з видом на озеро Мічиган. Жителі громади активно займалися лісозаготівлею, вичинкою шкіри, виготовленням цегли, литтям чавуну. Ця територія згодом була спустошена нестримним вирубуванням лісів, пов'язаним із виробництвом 400 000 цеглин на рік. Селище простоювало і до 1865 року майже спустіло.

## Військова база Форт-Шерідан
В 1880-х територію площею 600 акрів біля міста Гайвуд викупив Комерційний клуб, до якого входили чиказькі бізнесмени, та подарував його уряду США для того, щоб уряд облаштував на цій території військовий пост. В 1887 році тут розташувався перший армійський полк, який складався з 84-х чоловіків. Тоді цей військовий пост отримав назву Кемп-Гайвуд. Однак вже в 1888 році генерал Філіп Шерідан перейменував його на Форт-Шерідан.
В 1917 та 1926 році Форт-Шерідан слугував тренувальним табором для офіцерів. Тут, зокрема, в 1917 році проходив тренування американський політик, губернатор Мічигану та суддя Верховного суду США Френк Мьорфі, американський юрист, прокурор та суддя Турман Арнольд, а також генерал армії США Джон Р. Годж, який брав участь у Другій світовій та Корейській війнах. Під час Другої світової війни форт слугував рекрутинговим центром.
В 1988 році Комісія з реорганізації та закриття військових баз рекомендувала закрити військову базу Форт-Шерідан.

## Закриття військової бази

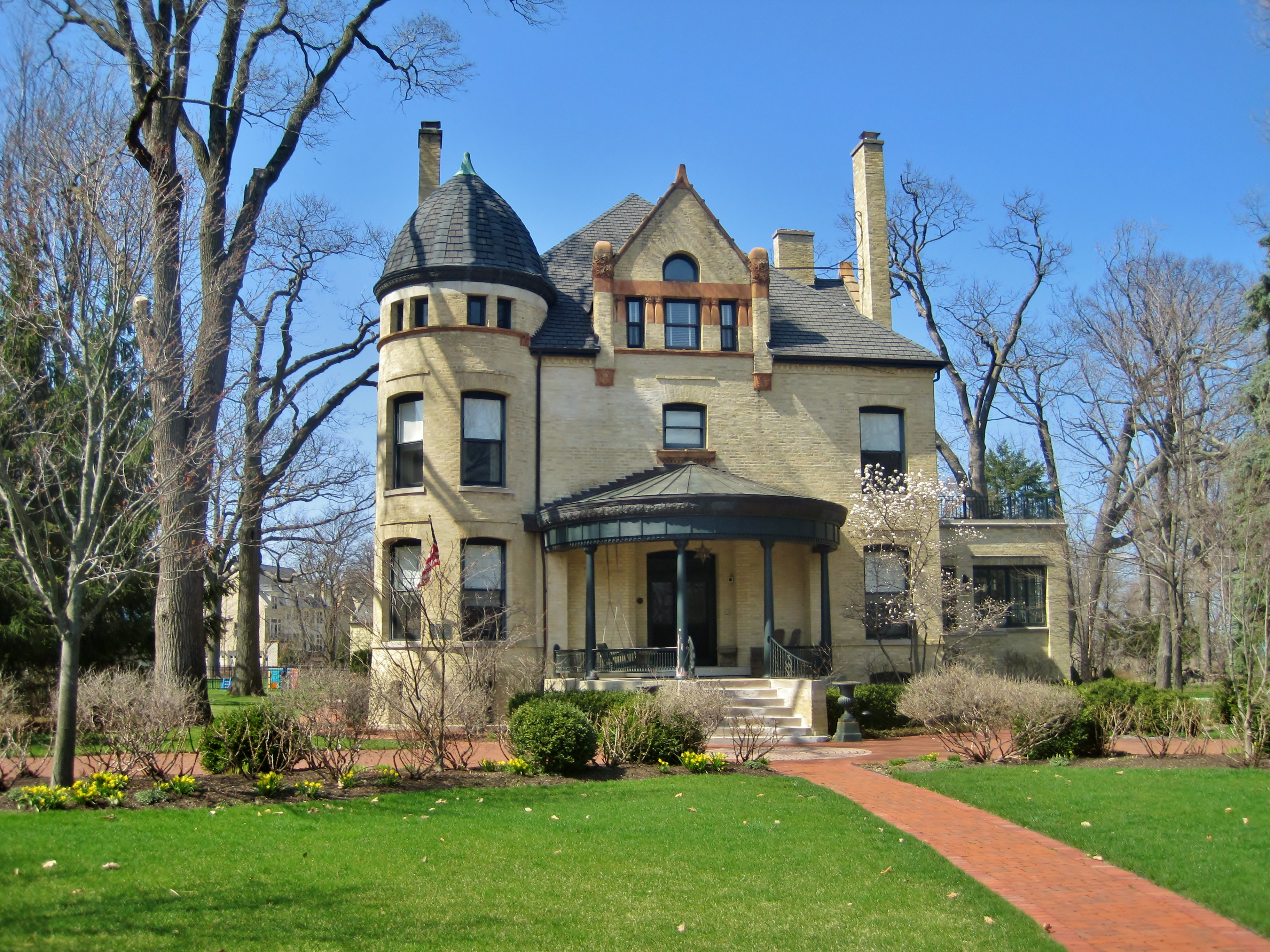
Пост командирів, будівля 9, в історичному районі Форт-Шерідан. Це були найвишуканіші будівлі на території військової бази. Як і більшість будівель на території форту «Шерідан», вона була перетворена на приватну резиденцію.

Головну базу було закрито в результаті першого раунду закриття, ініційованого Комісією з реорганізації та закриття військових баз у 1988 році. Офіційно база була закрита Міністерством оборони США 3 травня 1993 року. Більшість майна була передана Комітету спільного планування Форт-Шерідану як органу реконструкції, який потім продав великі сегменти землі та житла комерційним забудовникам. Більшість оригінальних житлових споруд потім була відремонтована та перепродана як житлові будинки. Інші будівлі були передані культурним організаціям, таким як Консерваторія молодих митців Середнього Заходу, найбільша молодіжна музична організація на Середньому Заході. За армією зберіглося 36 гектарів від первісної території військової бази з південного краю. Зараз армія керую Заповідним центром ім. Філіпа Шерідана. До підрозділів, що керують заповідником входять: навчальна дивізія «Ґрейт-Лейкс», 84-те Командування навчальною підготовкою (командування бригадного генерала резерву армії), а також численні командування полковників і підполковників. Нещодавно відремонтоване житло є частиною військового анклаву та використовується для розташування військовослужбовців дійсної служби та діючої гвардії/резерву та сімей, розміщених у Форт-Шерідані і Військово-морському навчальному центрі «Ґрейт-Лейкс».
Кладовище Форт-Шерідану, засноване в 1889 році, досі використовується для поховань військових, та належить федеральному уряду. Там можуть бути поховані військовослужбовці у відставці.

## Історичний район
В 1984 році будівлі на території Форт-Шерідану отримали статус Національної історичної пам'ятки. Зокрема, Служба національних парків США заявляє, що це місце «має національне значення для вшанування історії Сполучених Штатів Америки». Історичний район включає 93 гектари землі та будівель, що межують з ущелинами Гатчінсон і Бартлетт і берегом озера Мічиган. На території району розташовано 94 будинки. Будівлі включають офіцерські будинки, казарми, стайні, манеж, водонапірну башту та багато інших організаційних будівель. Також збереглось 22 гектари плацу у вигляді відкритого простору.

## Лісовий заповідник
Лісовий заповідник, яким керує урядова організація «Лісовий заповідник округу Лейк», зараз займає 100 гектарів території колишнього форту. З 1980-х років заповідник працював над придбанням землі в армії США. У 1997 році армія почала передачу північної частини території колишньої бази. Третя і остання ділянка була придбана у 2001 році.
Заповідник має приблизно 7,2 км. пішохідної стежки, 6 км траси для бігових лиж і 2,1 км. велосипедної доріжки. Заповідник включає приблизно 1,21 км берегової лінії. По всьому заповіднику є освітні виставки та оглядові майданчики вздовж стежок.